# 厳木町
厳木町（きゅうらぎまち）は、佐賀県の北部に位置し、石炭の町として知られていた。2005年1月1日に唐津市および玄海町と七山村を除く東松浦郡7町村と合併（新設合併）し、新生「唐津市」となった。（七山村は翌年に唐津市に編入）
気候は内陸性気候で、冬は県内でも珍しく積雪が多い。

## 地理

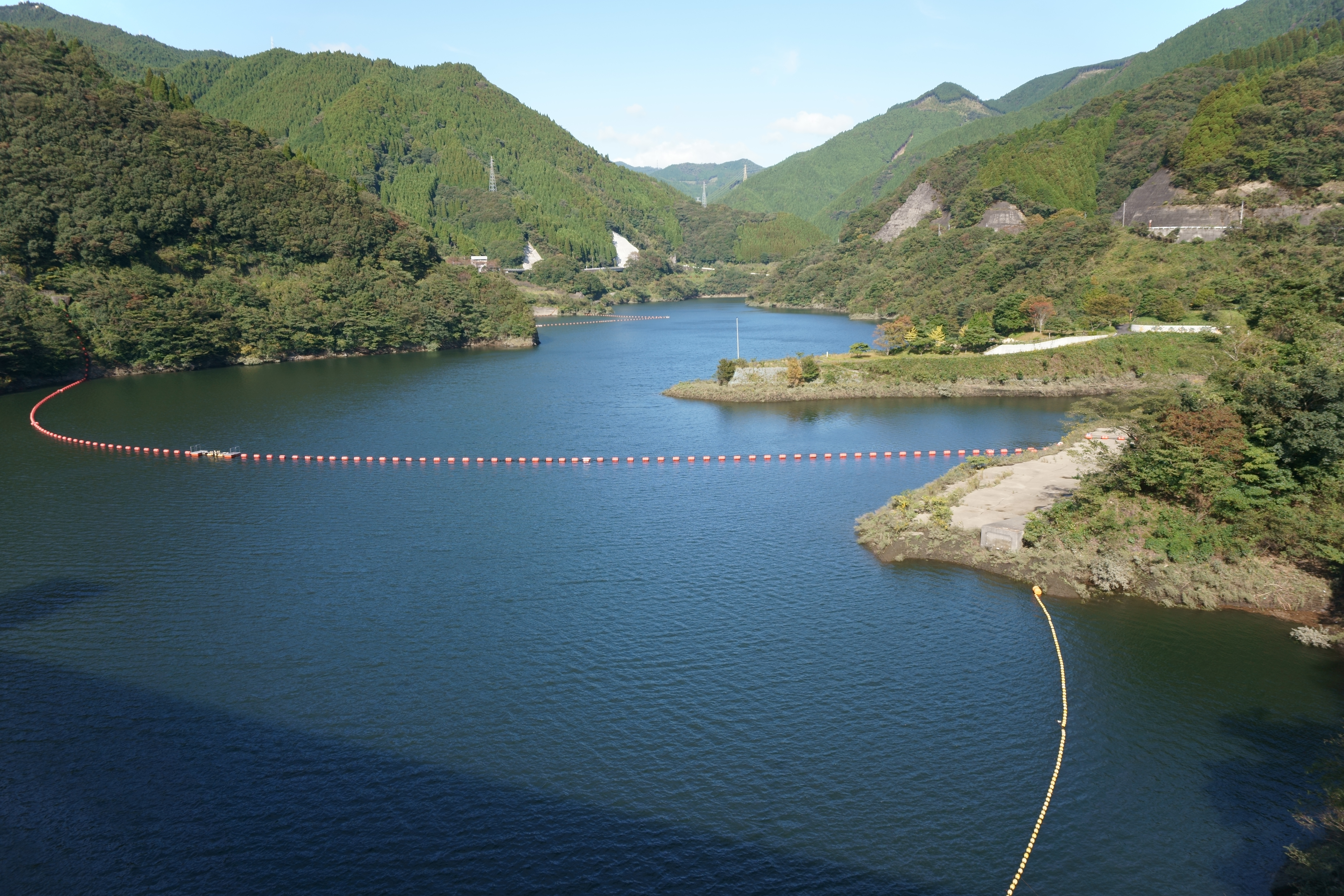
厳木ダム湖・さよの湖（うみ）

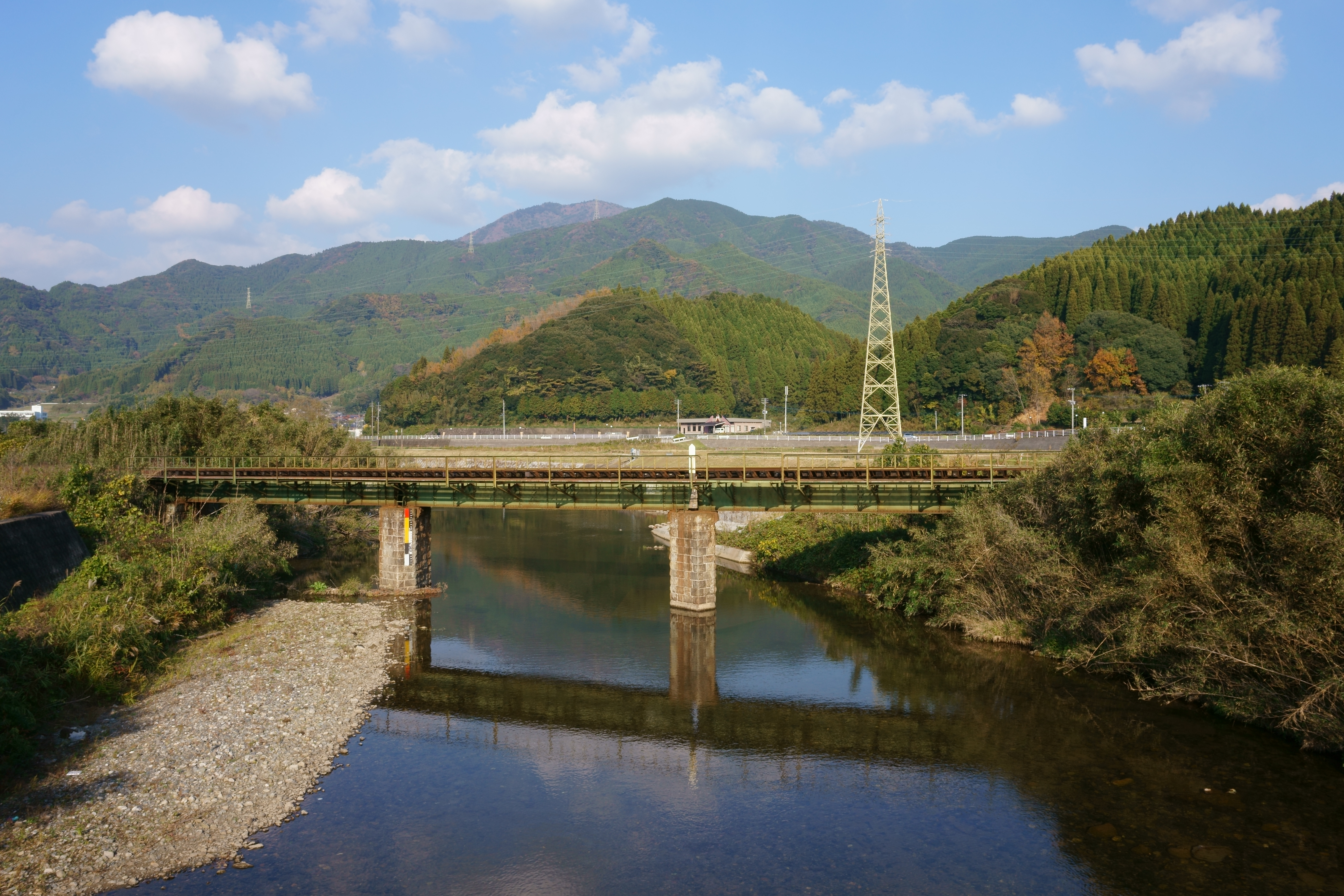
厳木川（厳木町本山の唐津線本山橋）

- 山: 天山、作礼山、女山
- 河川: 厳木川、松浦川
- 湖沼: 厳木ダム、天山ダム

### 隣接していた自治体
- 多久市
- 小城市
- 東松浦郡：相知町、浜玉町、七山村
- 佐賀郡：富士町

## 歴史
- 537年 - 大伴狭手彦が新羅征討に発つ（松浦佐用姫）。
- 1177年（治承元年）-1189年（文治5年） - 獅子城が峯五郎源披の居城となる（平戸へ移転）。
- 1545年（天文14年） - 大河野日在城主鶴田兵庫介が獅子城を再建。
- 1586年（天正14年） - 室園神社六地蔵が建立される。
- 1590年（天正18年） - 室園神社肥前鳥居が建立される。
- 1838年（天保9年） - 広瀬金毘羅嶽にて庄屋の不正を原因に百姓一揆。
- 1869年（明治2年） - 長崎県下となる。
- 1883年（明治16年） - 佐賀県下となる。
- 1889年（明治22年） - 村制施行し厳木村が発足。
- 1903年（明治36年） - 岩屋炭坑が経営難のため廃坑。
- 1911年（明治44年） - 岩屋鉱業所できる。
- 1913年（大正2年） - 岩屋炭坑二坑が開坑。
- 1917年（大正6年） - 岩屋炭坑旧三坑が開坑。
- 1919年（大正8年） - 新屋敷地帯小山で採掘（年間44,000トン）。村住民13,440人に到達。
- 1920年（大正9年） - 唐津鉱業株式会社できる（年間出炭58,000トン）。
- 1921年（大正10年） - 大辻岩屋鉱業できる。
- 1923年（大正12年） - 古川鉱業株式会社できる。住友合資会社厳木炭坑できる。
- 1943年（昭和18年） - 新屋敷と岩屋駅間に鉄道敷設。
- 1949年（昭和24年） - 町内に昭和天皇の戦後巡幸。天皇は厳木中学校を訪問。町民の奉迎を受け、壇上から会釈で応えた[1]。
- 1952年（昭和27年） - 5月3日町制施行し厳木町となる。
- 1957年（昭和32年） - 厳木第二発電所建設。
- 1961年（昭和36年） - 佐賀県立唐津西高等学校厳木分校が独立して県立厳木高等学校となる。新屋敷炭鉱閉山。
- 1963年（昭和38年） - 工場誘致第一号として東和グローブ株式会社（現 東和コーポレーション）が操業開始。
- 1965年（昭和40年） - 岩屋炭鉱閉山。
- 1969年（昭和44年） - 唐津・東松浦広域市町村圏として指定。
- 1970年（昭和45年） - 天山作礼山等県自然公園指定。
- 1973年（昭和48年） - 厳木バイパス開通 。
- 1976年（昭和51年） - 作礼山国設野営場開設。
- 1977年（昭和52年） - 町コミュニティーセンター完成。
- 1984年（昭和59年） - 消防防災行政無線開局。
- 1987年（昭和62年） - 厳木ダム・天山ダム完成。厳木町・多久市共同浄水場完成。
- 1992年（平成4年） - 株式会社ヨコオ厳木工場操業開始。日東工業株式会社佐賀厳木工場操業開始。
- 1993年（平成5年） - 厳木温泉「佐用姫の湯」オープン。緑の交流空間「緑風館」オープン。
- 1995年（平成7年） - 道の駅厳木・風のふるさと館オープン。天山山麓スポーツ広場完成。
- 1996年（平成8年） - 厳木多久道路一部開通。
- 1997年（平成9年） - 厳木町スポーツ広場一期工事完成。
- 1998年（平成10年） - シルバー人材センター開所 。
- 2001年（平成13年） - 保健センター完成。浪瀬農免道路が全面開通。町営相撲場完成。
- 2002年（平成14年） - 厳木バイパス牧瀬 - 岩屋区間開通。
- 2005年（平成17年）1月1日 - 唐津市・（玄海町・七山村を除いた）東松浦郡7町村と合併（新設合併）し、唐津市となった。

## 行政
- 町長：田久保好範（1997年から2004年まで）

## 経済

### 産業
- 主な産業：観光・農業
- 産業人口

## 地域

### 健康
- 平均年齢

### 教育
小学校
- 厳木町立厳木小学校
  - 平之分校 （2008年（平成20年）3月閉校）
  - 広川分校 （同上）
  - 瀬戸木場分校（2009年（平成21年）3月閉校）
  - 天川分校 （2015年（平成27年）3月閉校）
- 厳木町立本山小学校（2011年（平成23年）3月閉校）
- 厳木町立箞木小学校（2024年（令和6年）3月閉校）

中学校
- 厳木町立厳木中学校

高等学校
- 佐賀県立厳木高等学校

## 交通

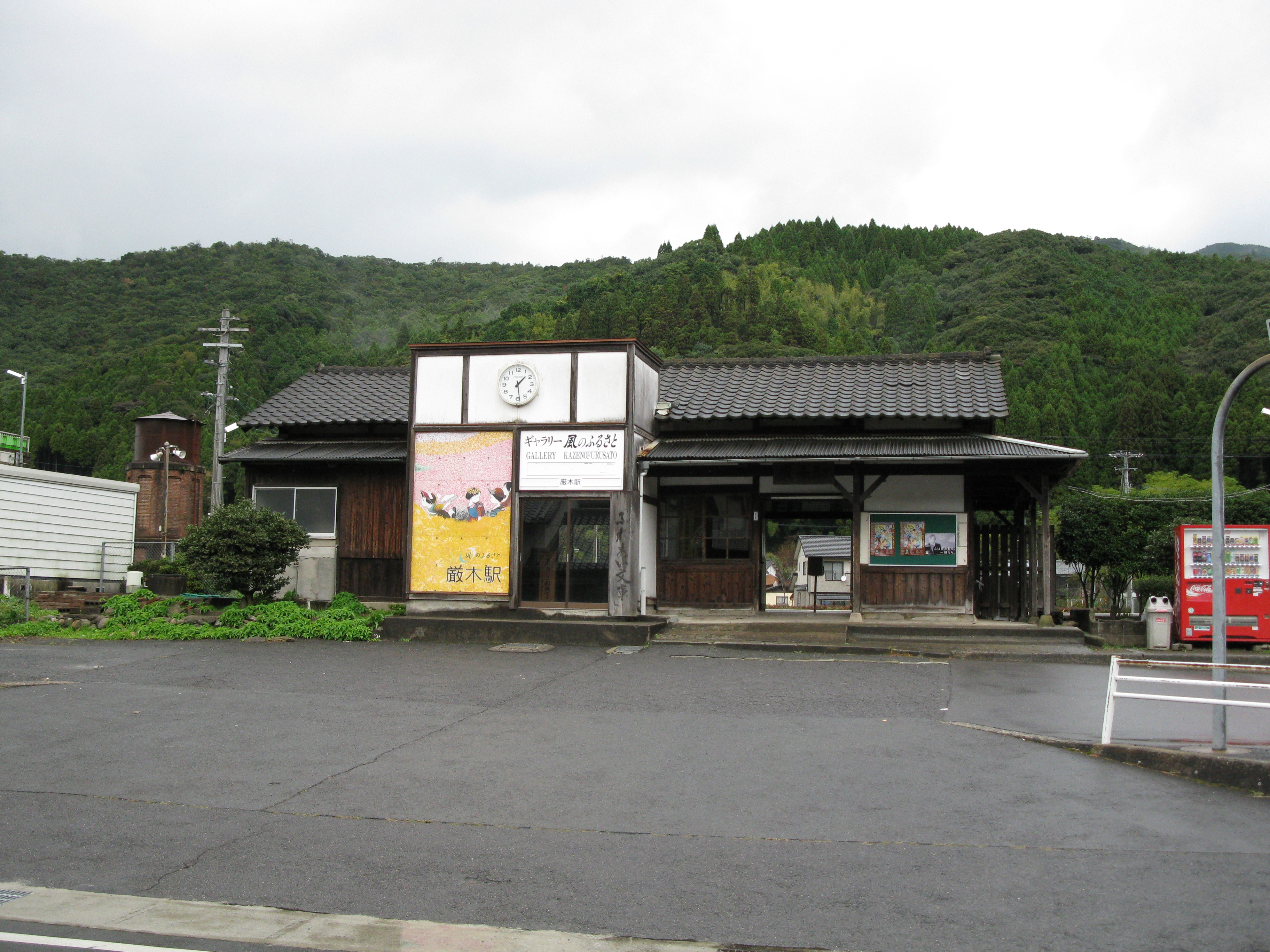
厳木駅

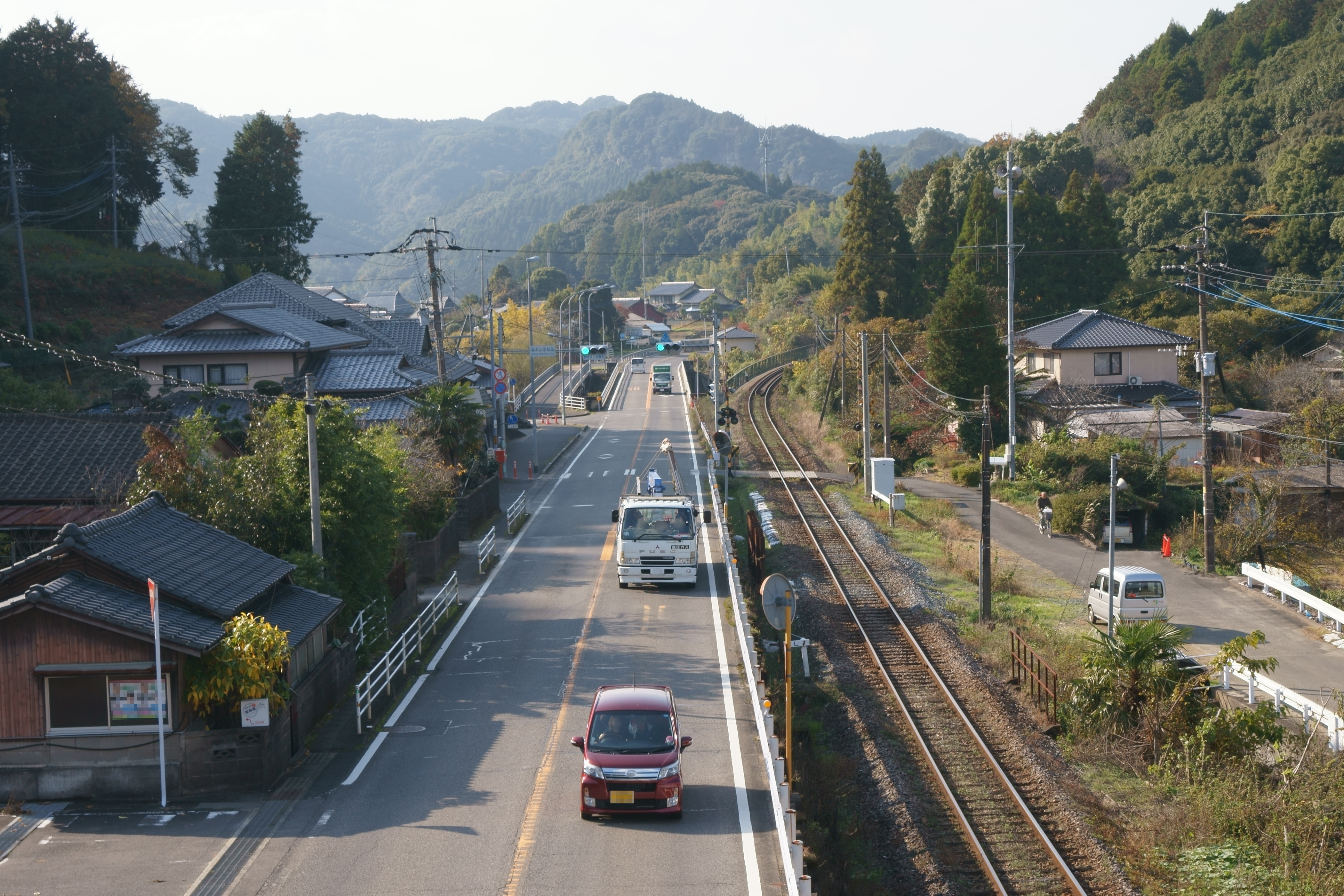
谷あいを並走する唐津線と県道350号相知厳木線（旧国道203号）、箞木から町切方面

### 鉄道路線
- 九州旅客鉄道（JR九州）
  - 唐津線：厳木駅 - 岩屋駅

中心となる駅：厳木駅

### 道路
- 国道203号
  - 厳木多久道路
  - 厳木バイパス
- 県道
  - 32号伊万里畑川内厳木線、37号厳木富士線、350号相知厳木線

## 名所・旧跡・観光スポット・祭事・催事

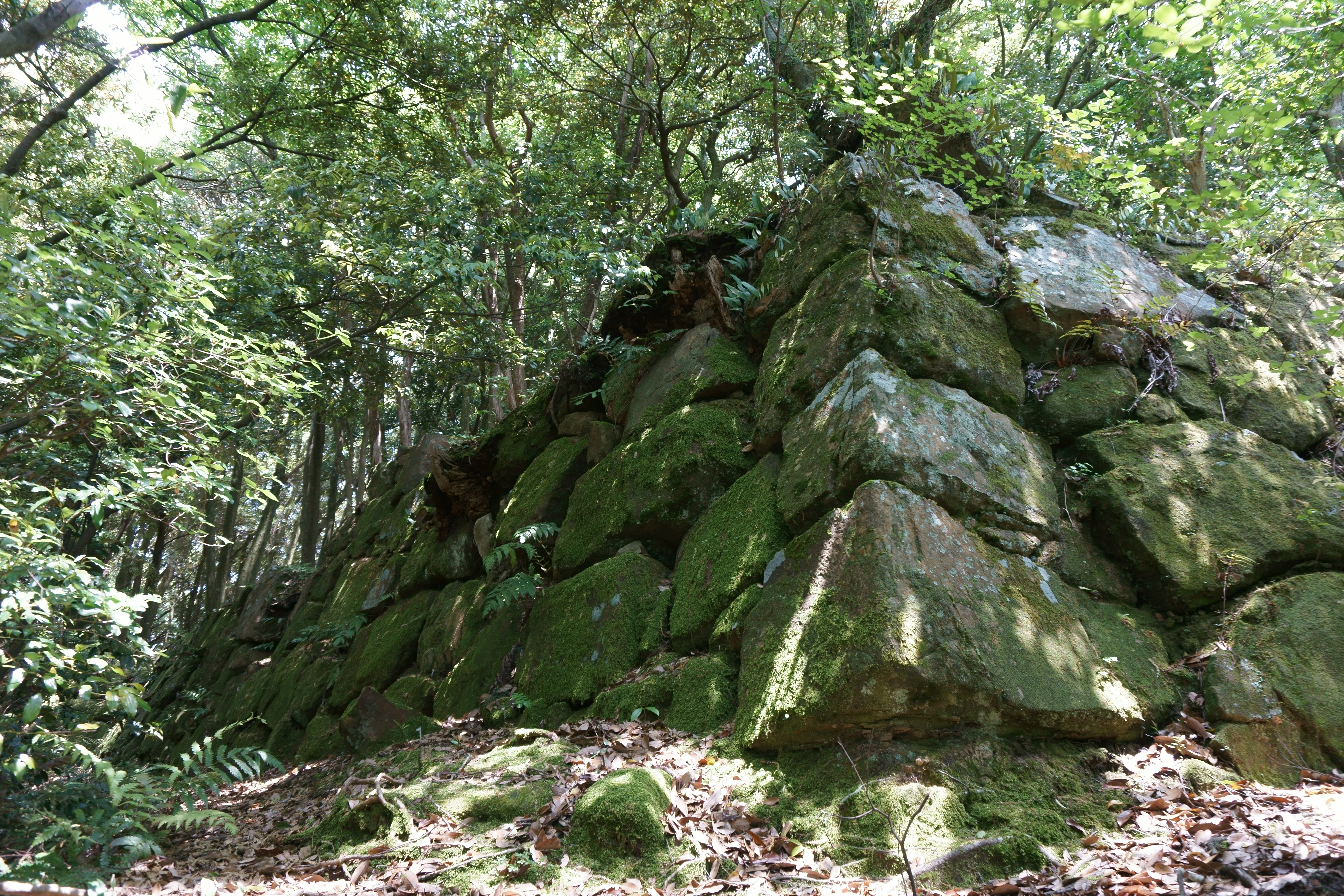
獅子ケ城の石垣

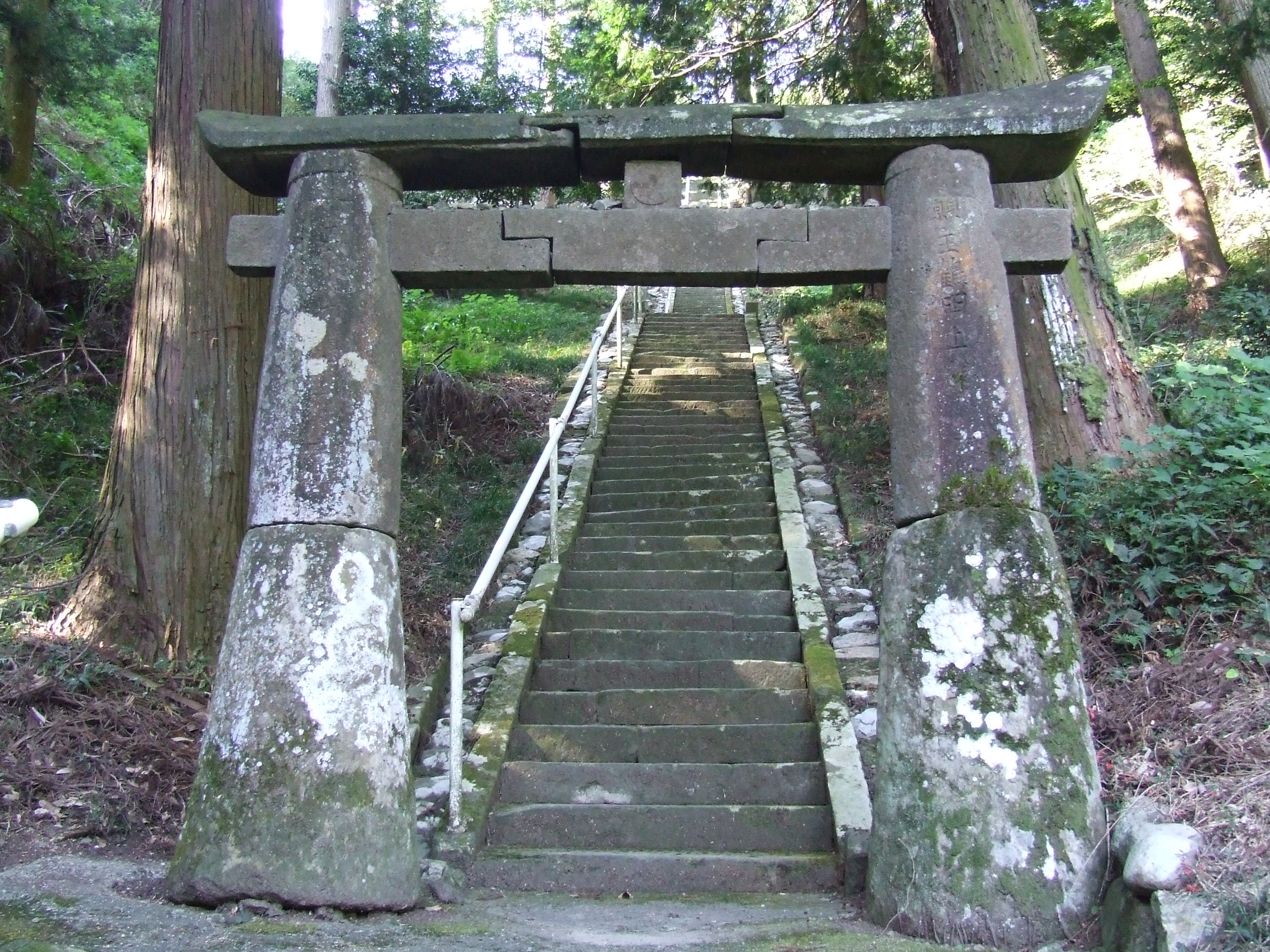
室園神社の肥前鳥居

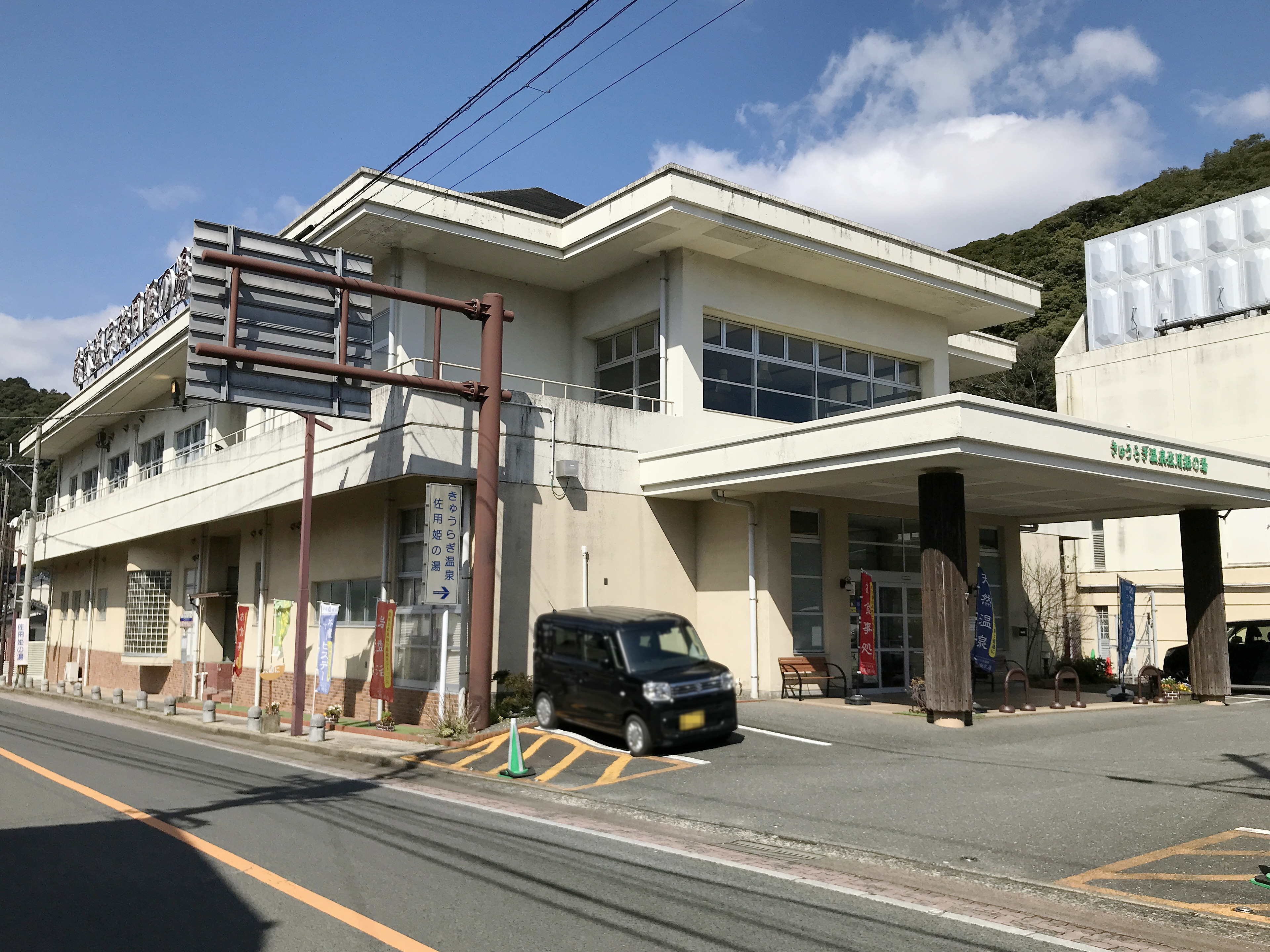
きゅうらぎ温泉佐用姫の湯

- 天川浮立（秋の彼岸の明けの日）
- 星領浮立（旧9月15日 (旧暦)）
- 中島山笠（10月第2土日）
- 獅子ケ城跡
- 獅子王山妙法寺
- 室園神社の肥前鳥居
- きゅうらぎ温泉佐用姫の湯
- 道の駅厳木
- 環境芸術の森[2]

## 出身有名人
- 中島潔（なかしま きよし）・画家

※生まれは旧・満洲国奉天市(現在の中国瀋陽市)で1歳の時に母の地元であった当時､東松浦郡厳木村へと引き揚げる。
- 田久保尚英（たくぼ　たかひで）・テレビ西日本アナウンサー